# Alagón (linaje)
El linaje de los Alagón tomó el apellido del señorío de Alagón y fue de los principales del Reino de Aragón, dando lugar a los condes de Sástago.
Fue una de las ocho grandes casas del Reino de Aragón llamadas a las Cortes de Monzón y considerada la segunda en orden jerárquico. 

Los Alagón también emparentaron con los Híjar, los marqueses de Aguilar, los condes de Agosta, Aranda, Fuenclara, Gociano, Malta, Montesanto, Noba, Policeto y Villasur, los vizcondes de Biota y de Rueda, etc. También tuvieron ramas en el Reino de Valencia, el Reino de Sicilia y el Reino de Cerdeña conocidas como Alagona.

Escudo de armas de Blasco I de Alagón según el armorial de Gelre (f. 63v).

Uno de los nombres habituales del linaje fue el de Artal, heredado del conde de Pallars Sobirá Artal III de Pallars Sobirá. Su nieto, Artal II de Alagón, se casó con Toda Romeo, que aportó a la tradición el nombre de Blasco, propio de su linaje. A partir de entonces los nombres Artal y Blasco serán los propios del linaje Alagón, que se irán alternando en los herederos; además, también llamaban Artal o Blasco al segundo hijo en función de que al heredero le correspondiera el nombre de Blasco o Artal.

## Heráldica
Sus armas heráldicas son en campo de plata seis rodajas de sable situadas en dos palos de tres o cuatro cada uno.